# 滋賀県道131号神上野線
滋賀県道131号神上野線（しがけんどう131ごう かみうえのせん）は、滋賀県甲賀市を通る一般県道である。

## 概要
甲賀市甲賀町神から甲賀市甲賀町上野に至る。油の火の神として庶民の信仰を集めている油日神社の前を通っている。

### 路線データ
- 起点：甲賀市甲賀町神（滋賀県道129号南土山甲賀線交点）
- 終点：甲賀市甲賀町上野（油日交差点、滋賀県道・三重県道4号草津伊賀線交点、滋賀県道135号上馬杉上野線終点）
- 総延長：5.0 km

## 地理

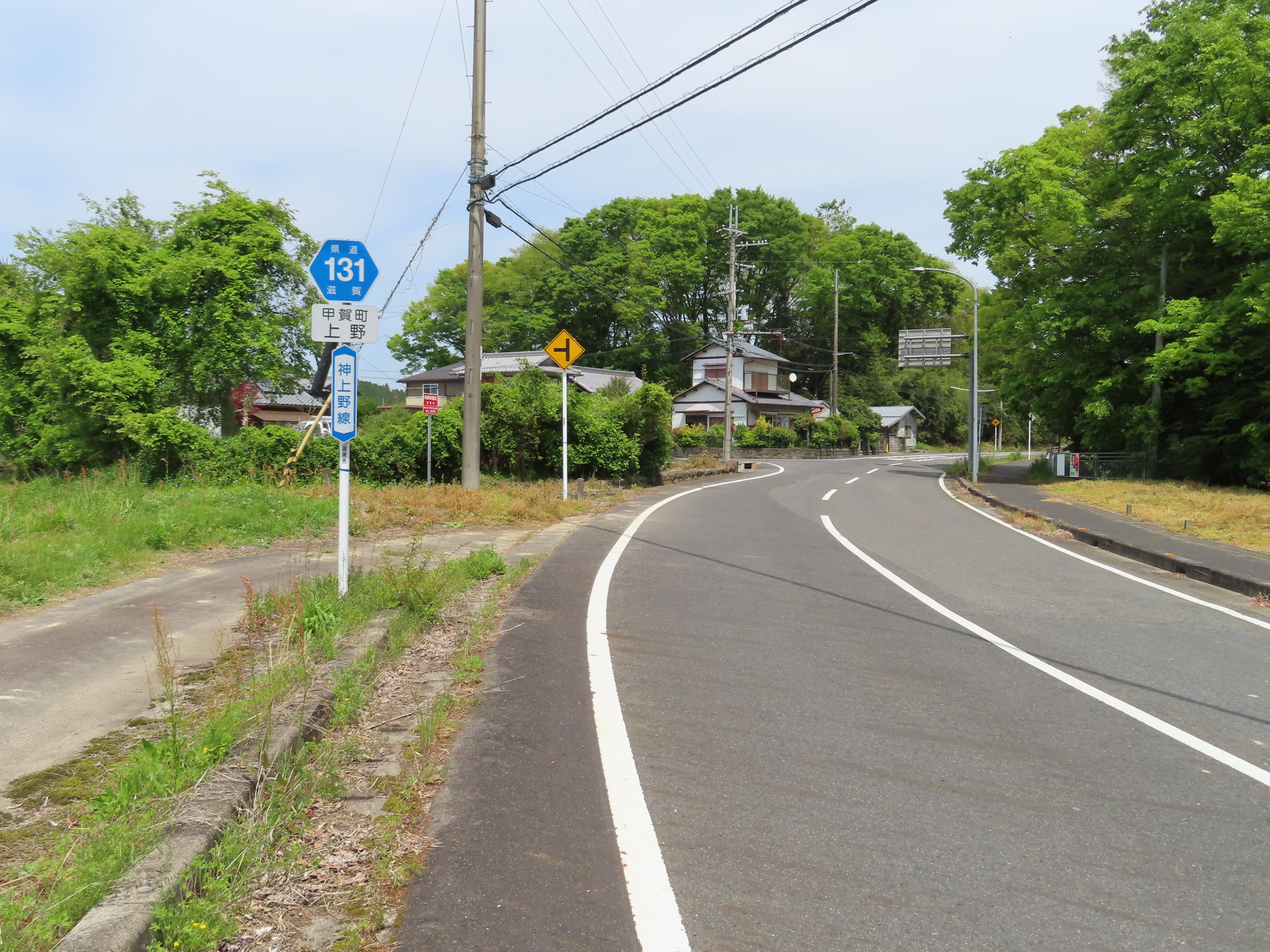
甲賀市甲賀町上野
2021年5月撮影。

### 通過する自治体
- 滋賀県
  - 甲賀市

### 交差する道路
| 交差する道路                                              | 交差する場所 | 交差する場所      |
| --------------------------------------------------------- | ------------ | ----------------- |
| 滋賀県道129号南土山甲賀線                                 | 甲賀町神     | 起点              |
| 滋賀県道・三重県道4号草津伊賀線 滋賀県道135号上馬杉上野線 | 甲賀町上野   | 油日交差点 / 終点 |

### 沿線
- 大原ダム
- 櫟野総合グラウンド
- 櫟野寺
- 阿弥陀寺
- 円鏡寺
- 大甲賀カントリークラブ神コース
- 鹿深りんご園
- 油日神社
- 神宮寺
- 木内城跡